# Puristajärvi
Puristajärvi är en sjö i Pajala kommun i Norrbotten och ingår i Torneälvens huvudavrinningsområde. Sjön har en area på 0,156 kvadratkilometer och ligger 240,8 meter över havet.

## Delavrinningsområde
Puristajärvi ingår i det delavrinningsområde (754253-181512) som SMHI kallar för Mynnar i Parkajoki. Medelhöjden är 256 meter över havet och ytan är 43,43 kvadratkilometer. Det finns inga avrinningsområden uppströms utan avrinningsområdet är högsta punkten. Mettä-Puristajoki som avvattnar avrinningsområdet har biflödesordning 4, vilket innebär att vattnet flödar genom totalt 4 vattendrag innan det når havet efter 293 kilometer. Avrinningsområdet består mestadels av skog (82 procent) och sankmarker (14 procent). Avrinningsområdet har 0,21 kvadratkilometer vattenytor vilket ger det en sjöprocent på 0,5 procent.